# Tschorul-Halbinsel
Die Tschorul-Halbinsel (bulgarisch полуостров Чорул poluostrow Tschorul) ist eine 5,6 km breite und vereiste Halbinsel an der Graham-Küste des Grahamlands auf der Antarktischen Halbinsel. Sie ragt 5,6 km in westlicher Richtung in die Beascochea-Bucht hinein und endet im Holst Point.
Britische Wissenschaftler kartierten sie 1976. Die bulgarische Kommission für Antarktische Geographische Namen benannte sie 2013 nach der Ortschaft Tschorul im Westen Bulgariens.